# Bất ổn tại Pháp tháng 5 năm 1968
Bắt đầu từ tháng 5 năm 1968, một thời kỳ bất ổn dân sự đã xảy ra trên khắp nước Pháp, kéo dài khoảng bảy tuần và bị chấm dứt bởi các cuộc biểu tình, đình công nói chung và sự chiếm đóng của các trường đại học và nhà máy. Ở đỉnh cao của các sự kiện, kể từ tháng 5 năm 1968, nền kinh tế của Pháp dừng lại. Các cuộc biểu tình đạt đến mức các nhà lãnh đạo chính trị sợ sẽ xảy ra nội chiến hoặc cách mạng; Chính phủ quốc gia đã ngừng hoạt động trong một thời gian ngắn sau khi Tổng thống Charles de Gaulle bí mật trốn khỏi Pháp đến Đức tại một thời điểm trong khoảng thời gian này. Các cuộc biểu tình đã thúc đẩy các phong trào trên toàn thế giới, với các bài hát, graffiti tưởng tượng, áp phích và khẩu hiệu.
Tình trạng bất ổn bắt đầu với một loạt các cuộc biểu tình chiếm đóng của sinh viên chống lại chủ nghĩa tiêu dùng và các thể chế truyền thống. Cảnh sát đàn áp nặng nề những người biểu tình đã khiến các liên minh công đoàn của Pháp kêu gọi các cuộc đình công bày tỏ thông cảm, và chúng lan truyền nhanh hơn nhiều so với dự kiến, với số lượng người biểu tình đến 11 triệu công nhân, hơn 22% tổng dân số của Pháp vào thời điểm đó. Phong trào được đặc trưng với biểu tình mèo hoang tự phát, không thông qua công đoàn và phi tập trung; điều này tạo ra một sự tương phản và đôi khi thậm chí xung đột trong nội bộ giữa các công đoàn và các đảng phái cánh tả.  Đó là cuộc tổng đình công lớn nhất từng xảy ra ở Pháp, và cuộc tổng đình công mèo hoang đầu tiên trên toàn quốc.
Các cuộc chiếm đóng của sinh viên và các cuộc đình công chung được khởi xướng trên khắp nước Pháp đã gặp phải sự đối đầu mạnh mẽ của các quản trị viên đại học và cảnh sát. Các nỗ lực của chính quyền de Gaulle nhằm dập tắt những cuộc đình công đó bằng hành động của cảnh sát chỉ làm cho tình hình thêm căng thẳng, dẫn đến các cuộc chiến đường phố với cảnh sát ở Khu phố Latinh, Paris.
Tuy nhiên, đến cuối tháng 5, dòng sự kiện đã thay đổi. Thỏa thuận Grenelle kết thúc vào ngày 27 tháng 5, giữa chính phủ, công đoàn và người sử dụng lao động, đã giành được mức tăng lương đáng kể cho người lao động. Một cuộc phản kháng được đảng Gaullist tổ chức vào ngày 29 tháng 5 tại trung tâm Paris đã giúp cho De Gaulle tự tin giải tán Quốc hội và kêu gọi bầu cử quốc hội vào ngày 23 tháng 6 năm 1968. Bạo lực ngừng lại gần như nhanh chóng như khi nó phát sinh. Công nhân đã quay trở lại với công việc của họ, và khi cuộc bầu cử được tổ chức vào tháng 6, người ủng hộ Gaulle nổi lên mạnh mẽ hơn trước.
Các sự kiện của tháng 5 năm 1968 tiếp tục ảnh hưởng đến xã hội Pháp. Thời kỳ này được coi là một bước ngoặt văn hóa, xã hội và đạo đức trong lịch sử của đất nước. Như Alain Geismar, một trong những nhà lãnh đạo của thời gian này sau đó đã chỉ ra, phong trào này đã thành công "như một cuộc cách mạng xã hội, chứ không phải là một cách mạng chính trị".